# Mintonia melinauensis
Mintonia melinauensis är en spindelart som beskrevs av Fred R. Wanless 1984. Mintonia melinauensis ingår i släktet Mintonia och familjen hoppspindlar. Inga underarter finns listade i Catalogue of Life.